# Münsterländer Schneechaos

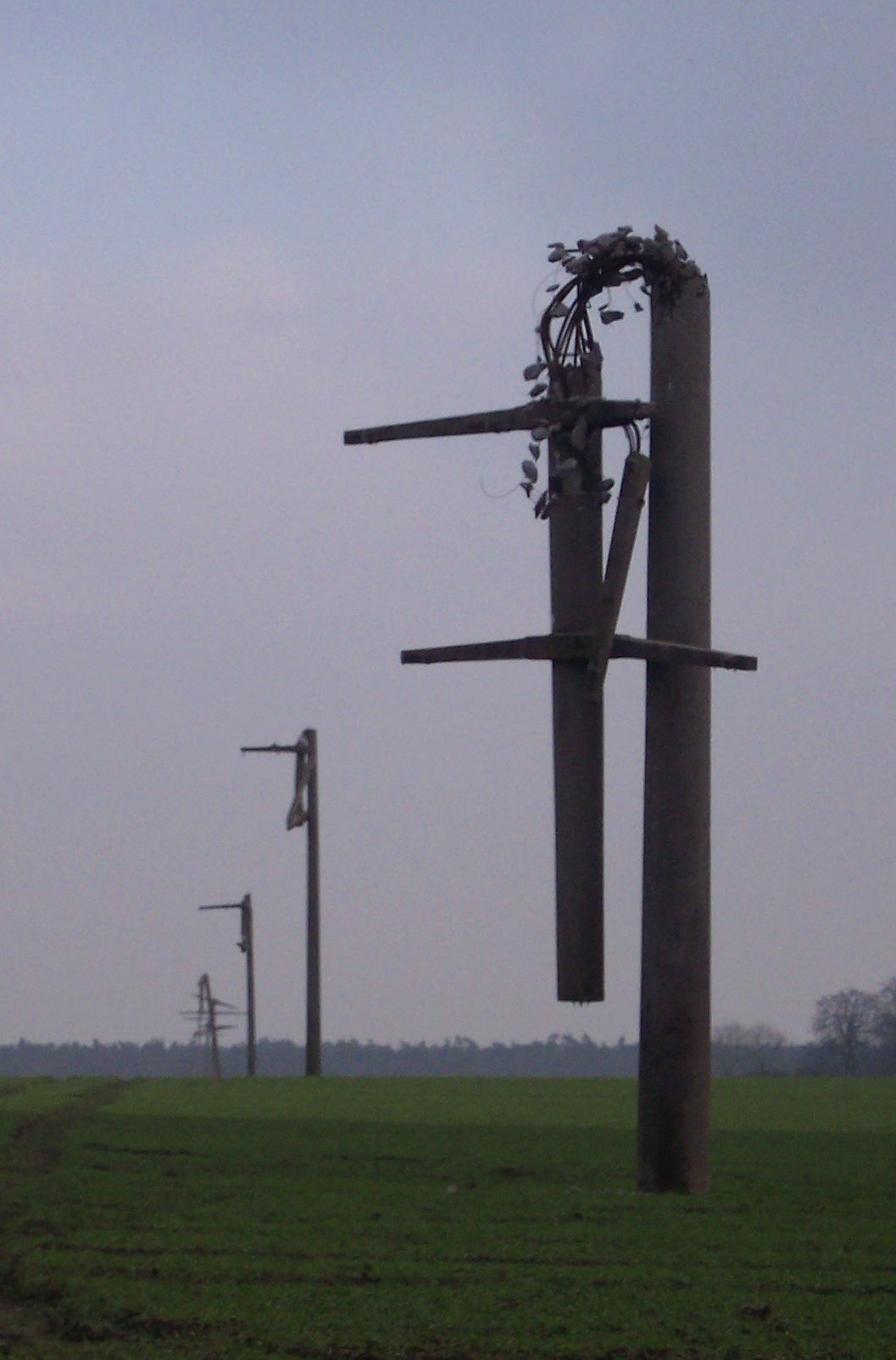
Geknickte Stahlbetonmasten einer Mittelspannungsfreileitung, Leiterseile abgenommen

Das Münsterländer Schneechaos am 1. Adventswochenende 2005 war ein Wetterereignis, welches das Münsterland, Tecklenburger Land, Ruhrgebiet, Osnabrücker Land, das Bergische Land und das südliche Emsland ab dem 25. November 2005 traf und mehrere Tage andauerte. Auch der Osten der Niederlande war betroffen.
Die Benennung Münsterländer Schneechaos geht auf den Deutschen Wetterdienst zurück.

## Meteorologie

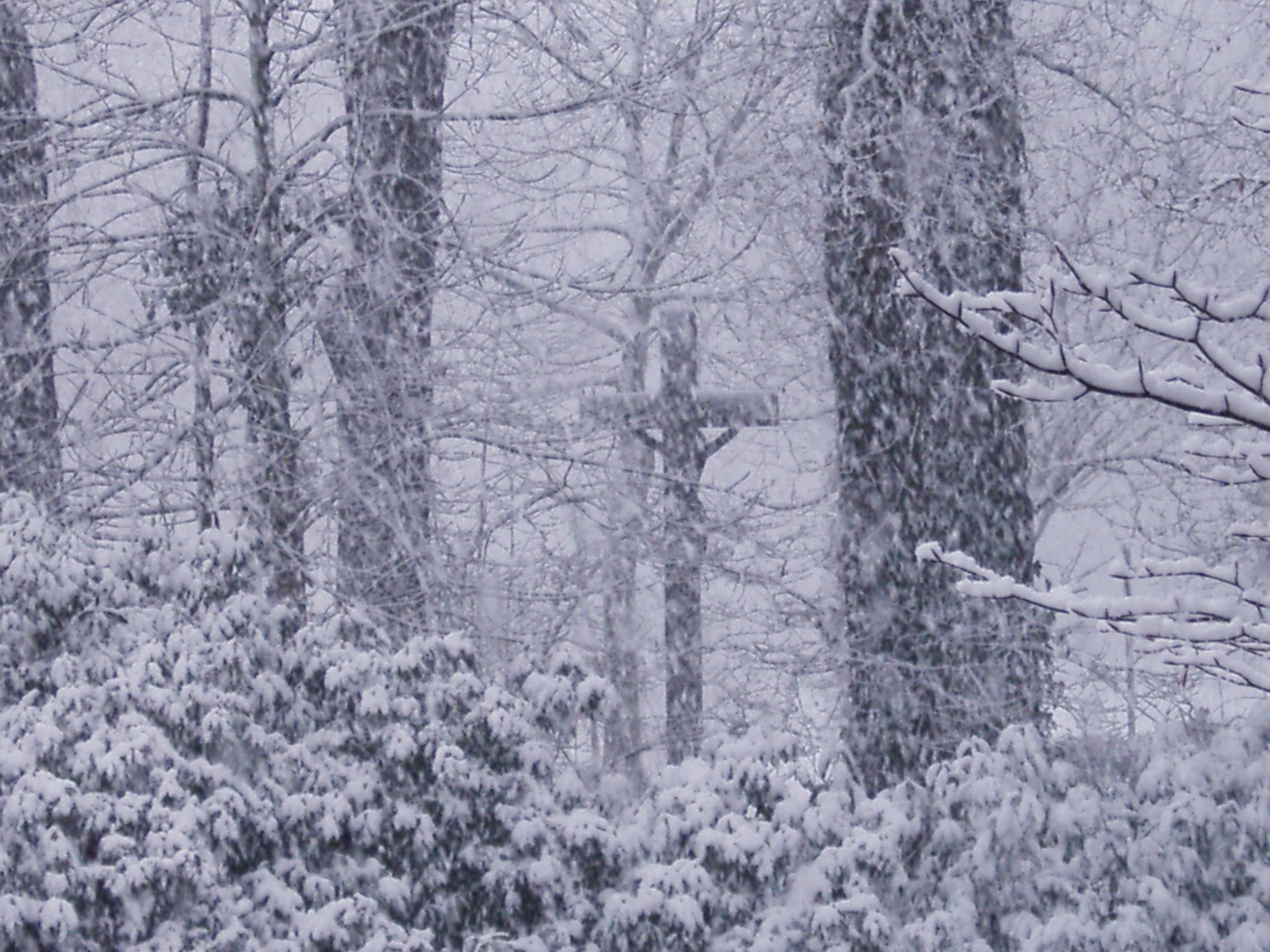
Schneefall am 25. November

Ausgelöst wurde es durch für diese Regionen ungewöhnlich hohe Schneefälle von über 50 cm. Die Einstufung als Unwetter bei Schneefall mit mehr als 10 cm Neuschnee in sechs bzw. mehr als 15 cm in zwölf Stunden wurde hier weit übertroffen.
Am 24. November war ein kräftiges Hoch mit nasskalter Luft wetterbestimmend im norddeutschen Raum. Währenddessen bildete sich im Nordmeer das Tief Thorsten. Es lenkte kalte und sehr nasse polare Meeresluft nach Deutschland. Im Verlauf des folgenden Tages erreichte dieses Tief Sturmtiefstärke:
Am Freitag, 25. November gegen 6 Uhr morgens begannen vereinzelte Schneefälle im norddeutschen Raum, die teilweise aber noch sehr schwach und örtlich begrenzt waren. Im Verlauf des Morgens begann es stark zu schneien. Bis zur Mittagszeit fiel bis zu 20 cm Schnee, was den Verkehr stark beeinträchtigte. Bis zum Abend hielten die Schneefälle mit unverminderter Stärke an. Die Nacht zum 26. November hindurch ließ der Schneefall gebietsweise etwas nach. Erst am Mittag bis zum frühen Abend setzten die Schneefälle flächendeckend aus. Örtlich waren bis über 50 cm extrem nasser Schnee gefallen, der durch seine Nässe gleichzeitig sehr schwer war und gut haftete. Diese Wetterlage hatte einige Besonderheiten: Bei Temperaturen um den Gefrierpunkt kam es aufgrund der nur sehr langsamen Verlagerung des Sturmtiefs Thorsten zu lang anhaltenden starken Schneefällen. Die Bäume und Sträucher waren aufgrund des milden Herbstes noch belaubt. Dies führte zu Schneebruch. Der Wind im Zusammenspiel mit dem nassen Schnee führte zum Vereisen von Stromleitungen mit einer manchmal mehrere Zentimeter dicken Eisschicht. Die immer schwerer werdenden Stromleitungen und die stürmischen Winde ließen Hochspannungsmasten zusammenbrechen. Die Wetterentwicklung mit Sturm und wiederholten bzw. länger andauernden Nassschneefällen war frühzeitig vorhersagbar, allerdings waren der Prognose bei dieser Wetterlage Grenzen gesetzt, denn der Übergangsbereich zwischen Regen, Schneeregen und Nassschneefall lag sehr eng beieinander.

## Baumschäden

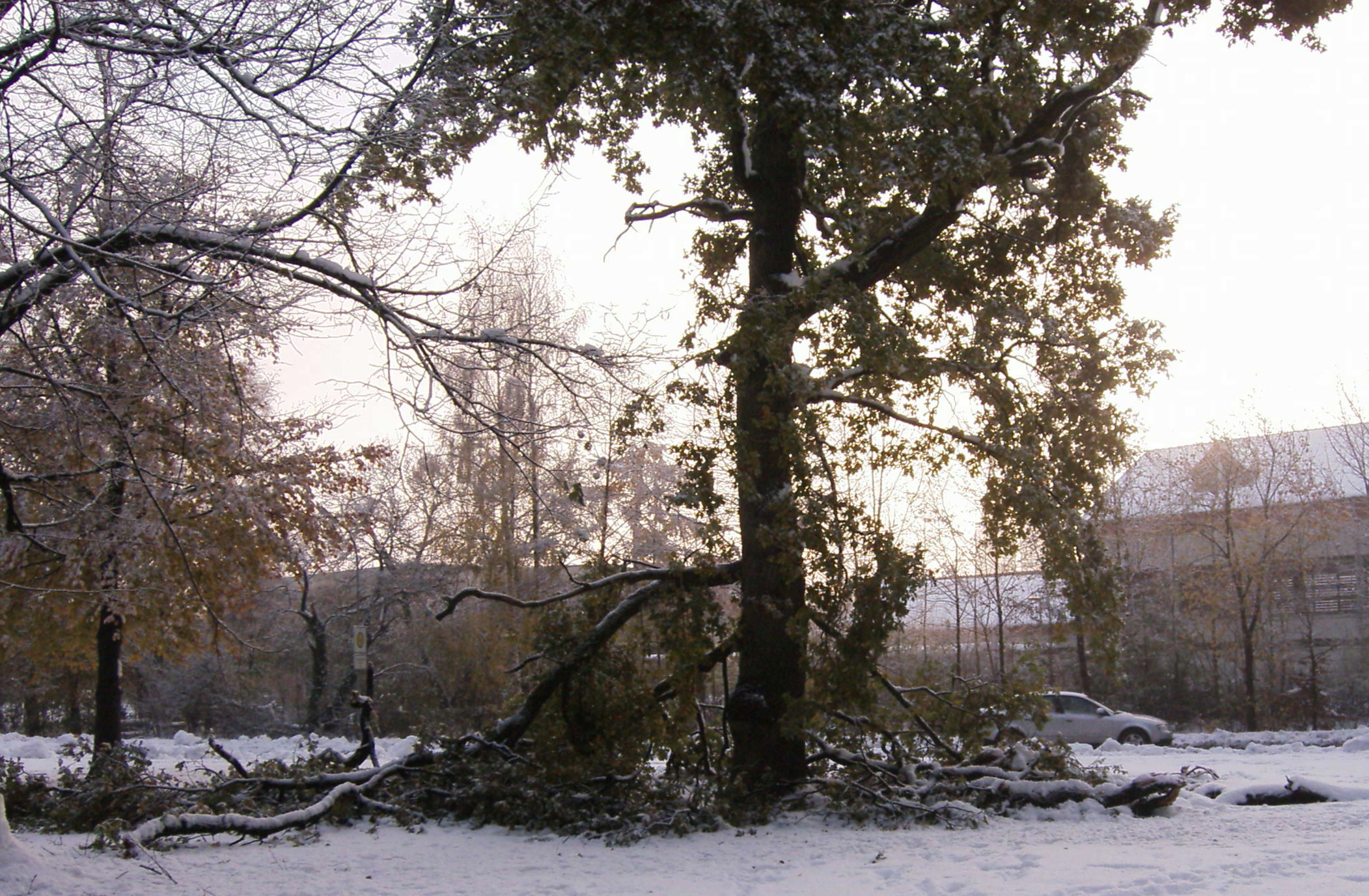
Abgebrochene Äste einer Eiche

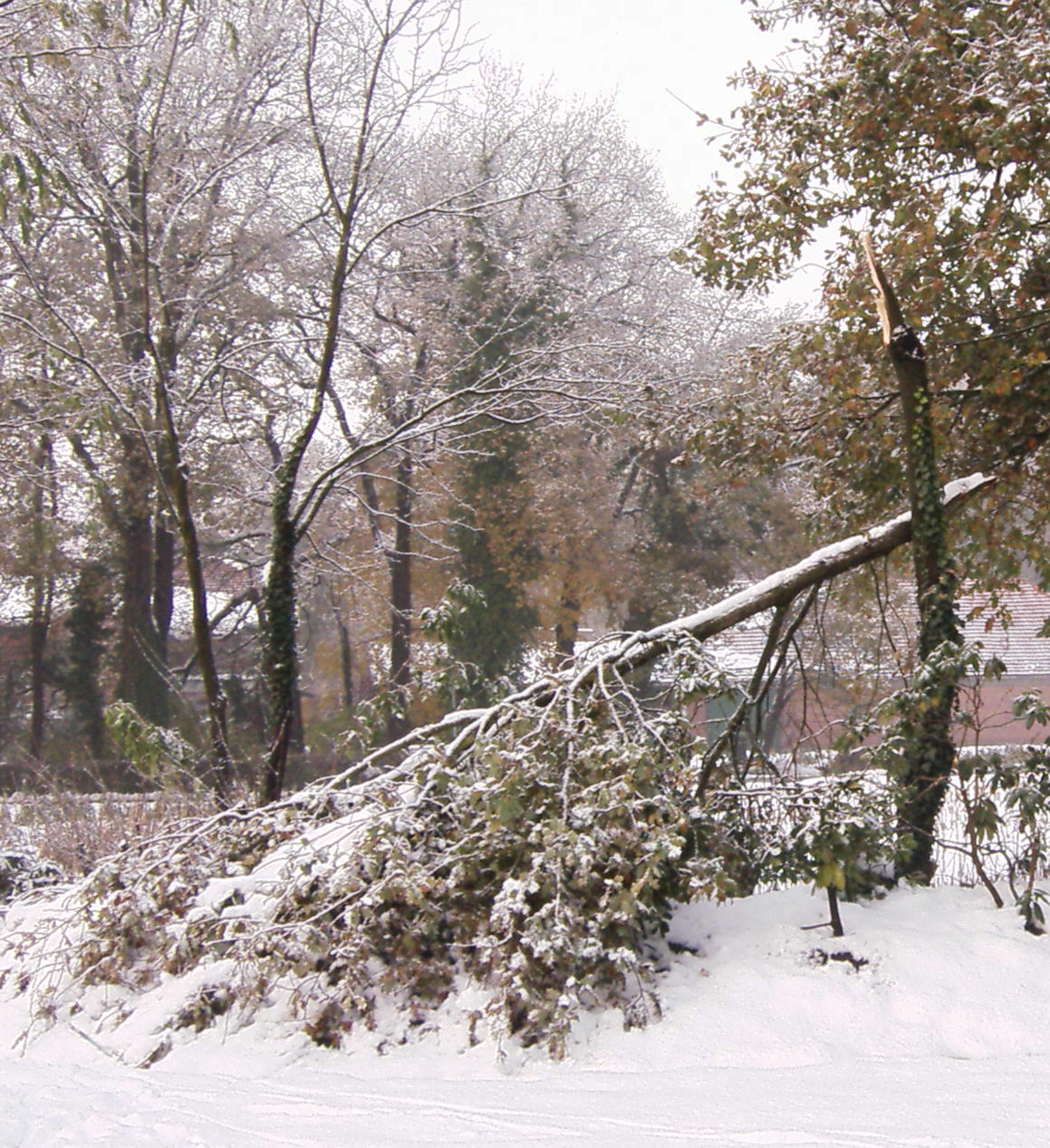
Unter Schneelast zerbrochene Eiche

Die ungewöhnlich große Menge klebrigen Schnees führte bei vielen Bäumen und Sträuchern zu erheblichen Schäden durch Schneebruch. Neben den immergrünen Pflanzen waren besonders die Eichen betroffen, weil sie zu der Zeit zum größten Teil noch voll belaubt waren. Viele dicke Äste brachen ab, Baumkronen fielen zu Boden und ganze Baumstämme zerbrachen. Oft waren dünne Bäume bis zum Boden gebogen und konnten sich später nicht wieder vollständig aufrichten, so dass sie noch nach Jahren Zeugnisse des Ereignisses sind.

## Verkehrsbeeinträchtigungen
Die extreme Schneehöhe führte zu starken Behinderungen im Straßenverkehr. Besonders im bergigen Osnabrücker und Tecklenburger Land machte sich dies bemerkbar. Auf Steilstrecken wie etwa der Bundesstraße 219 bei Dörenthe versperrten liegengebliebene Lkw die Passstraße an den Dörenther Klippen.
Der Öffentliche Nahverkehr brach zusammen. Die Züge und Busse fuhren aufgrund der Schneehöhe mit großer Verspätung oder gar nicht mehr. Auf der A 1 staute sich der Verkehr in beiden Richtungen. Auch auf den Autobahnen A 3, A 4, A 5, A 30, A 31, A 33 und A 45 war ein Vorwärtskommen nicht möglich. Die eingeschlossenen Autofahrer mussten teilweise mehrere Stunden auf Befreiung aus ihrer Lage warten und wurden vom Roten Kreuz mit Decken und heißen Getränken versorgt. Zahlreiche Pendler verbrachten die Nacht in Notunterkünften, weil ihr Heimatort nicht mit dem Auto oder Zug zu erreichen war. So wurde in Münster der Luftschutzbunker unter dem Hauptbahnhof als Notunterkunft geöffnet. 
Die am Hauptbahnhof Osnabrück gestrandeten Reisenden wurden zum Übernachten in der Gesamtschule Schinkel untergebracht. Das Osnabrücker Hotel Remarque brachte aufgrund der Überbelegung infolge des Wetters Reisende im Kofferdepot und sogar in der Hotelsauna unter.
Schon bis Freitagabend ereigneten sich 1200 Unfälle. Rechnet man die Unfälle vom Samstag hinzu, so beläuft sich der Sachschaden auf 3,16 Millionen Euro. Eine Auslieferungsfahrerin der Neuen Osnabrücker Zeitung starb bei einem Verkehrsunfall im Emsland.
Auch auf dem Flughafen Münster/Osnabrück kam es zu großen Verspätungen. Der Flugverkehr konnte nicht mehr aufrechterhalten werden. Im Bahnverkehr fielen in der Region 31 Zugverbindungen ganz aus und 260 Züge hatten zusammen 117 Stunden Verspätung.

## Stromausfall
Einige Strommasten konnten das Gewicht des schweren Schnees auf den Leitungen nicht mehr tragen und knickten um. Abgefallene Äste führten zu Leitungsbrüchen und Kurzschlüssen. Betroffen von dem Stromausfall waren laut RWE rund 250.000 Menschen in 25 Gemeinden.
Für die Kreise Steinfurt und Borken wurde der Katastrophenalarm ausgerufen. Selbst vier Tage nach Ende des Schneefalls waren noch nicht alle Orte wieder an das Stromnetz angeschlossen. Bundeswehr und Technisches Hilfswerk richteten mancherorts eine provisorische Stromversorgung ein. Besonders hart wurden im Münsterland die Gemeinden Metelen, Ochtrup, Vreden, Laer und Schöppingen sowie im Emsland die Gemeinde Spelle getroffen.
In der Urananreicherungsanlage Gronau kam es zu einem mehrere Tage andauernden Ausfall der Stromversorgung. Dank der dort eingesetzten Notstromversorgung durch Dieselgeneratoren wurde die Anlage auslegungsgemäß nach dem Fail-safe-Prinzip heruntergefahren; dabei wurden die Temperatur- und Druckverhältnisse so geregelt, dass eine Verstopfung der Rohrleitungen durch verfestigtes Uranhexafluorid vermieden wurde. Überwachungsanlagen konnten batteriegestützt weiterbetrieben werden.
Das Reparieren der Stromleitungen und das Räumen der Straßen von abgebrochenen Ästen zog sich teilweise noch Wochen hin. Die Gesamtschäden wurden mit 100 Millionen Euro beziffert.
Neun Monate nach dem Stromausfall erschienen Medienberichte über eine auffallende Häufung von Geburten im betroffenen Gebiet, was allerdings nicht den Tatsachen entspricht und bestenfalls auf normale Schwankungen zurückzuführen ist. Dessen ungeachtet zahlte der Stromversorger RWE an Familien, deren Kinder in der Region im Zeitraum vom 10. bis 25. August 2006 geboren wurden, einmalig 300 Euro.

Fotos zum Stromausfall
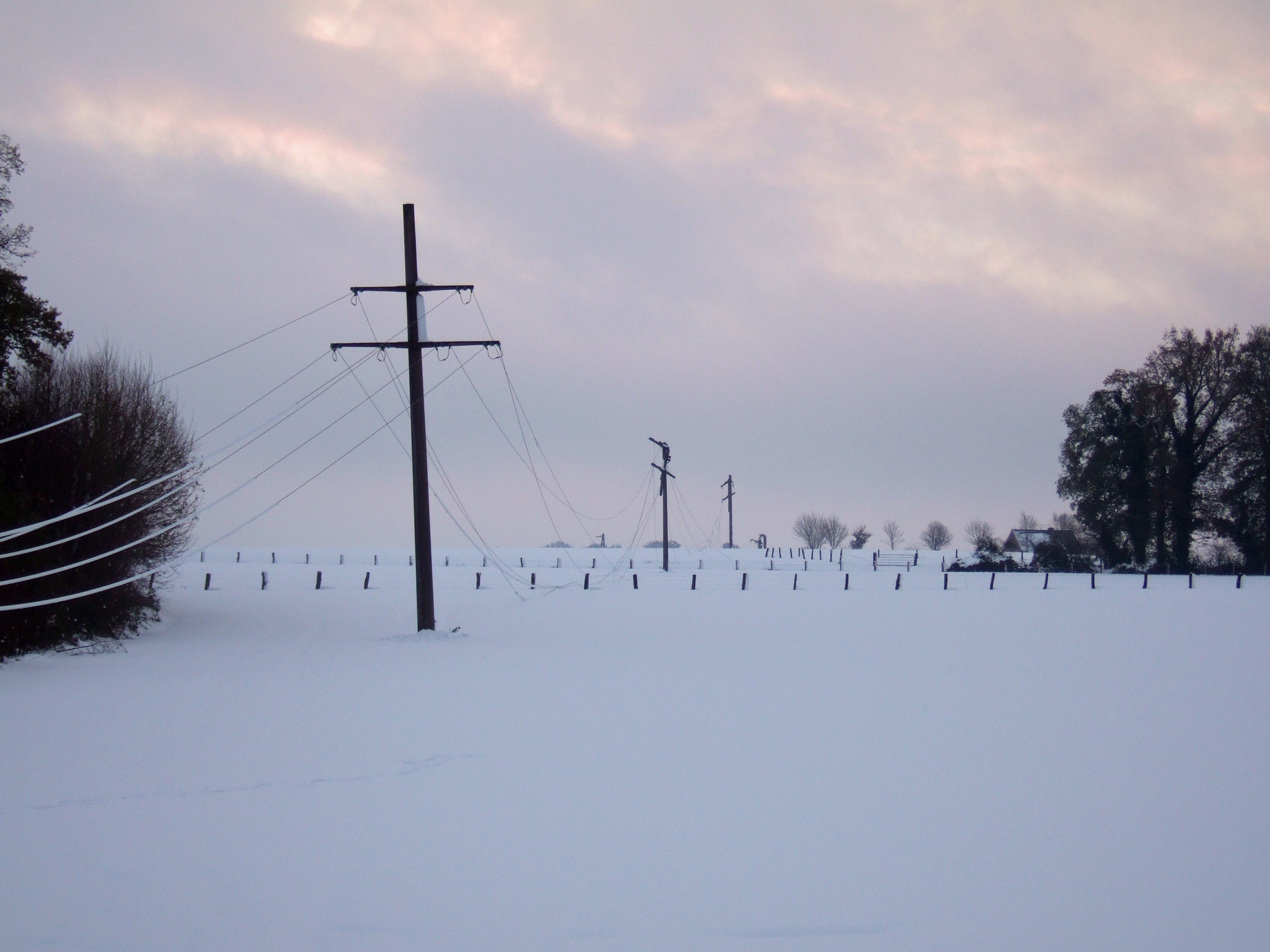
Unter dem Gewicht dicker Eisschichten kollabierte Freileitung
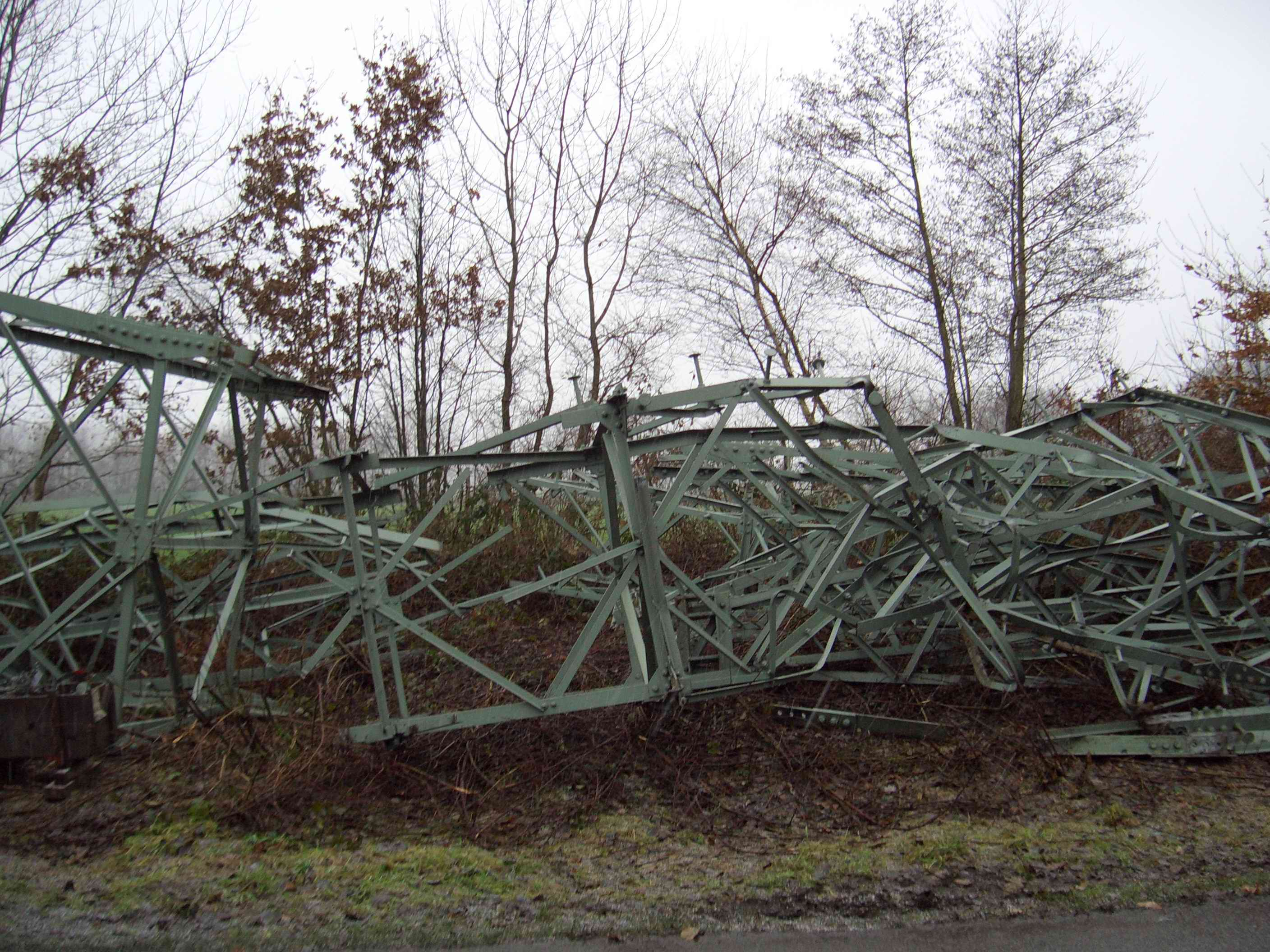
Stahlfachwerk-Freileitungsmast, geknickt liegend
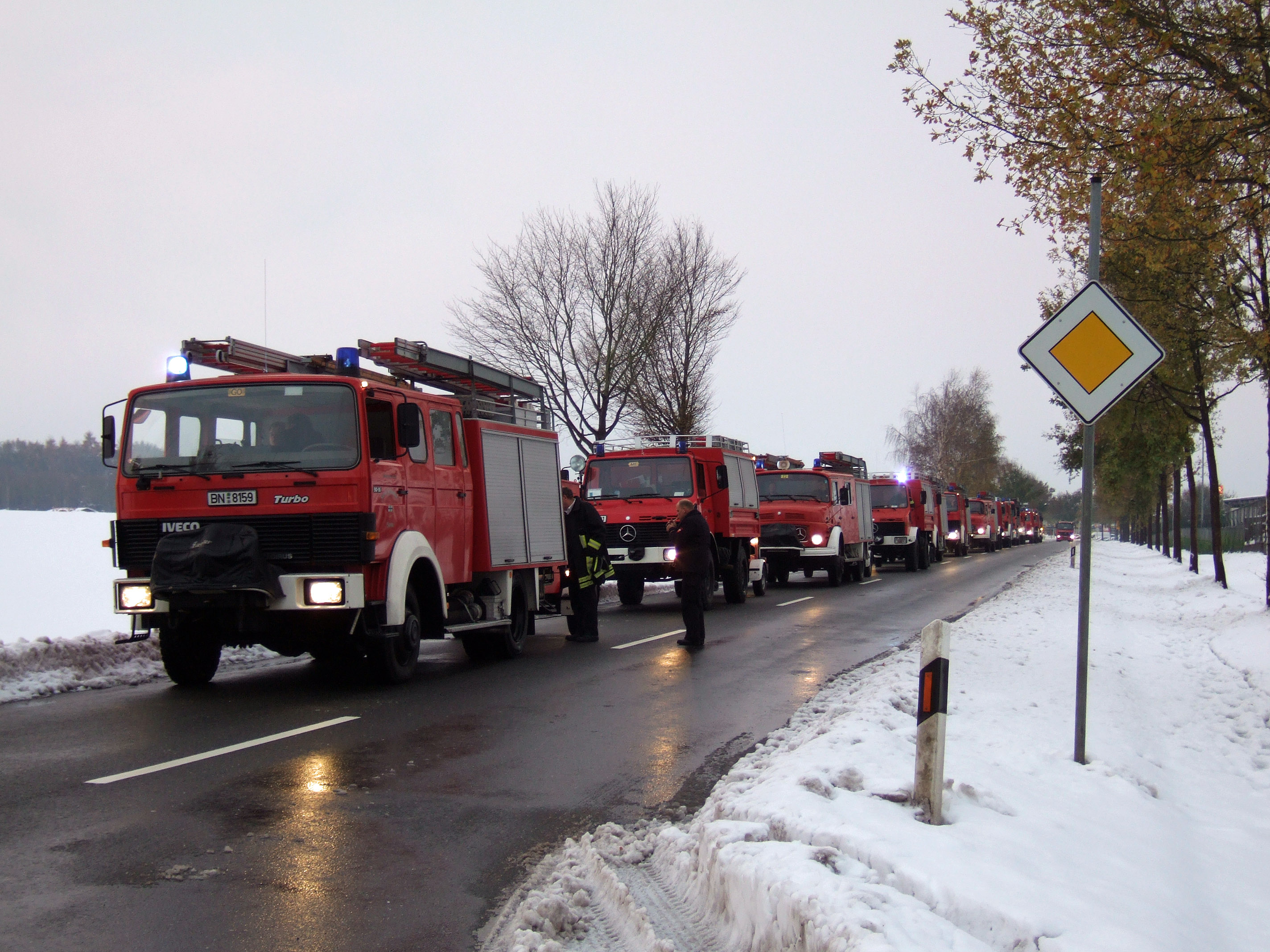
Feuerwehreinheiten aus Bonn am 27. November mit Stromerzeugern auf dem Weg nach Ochtrup

### Diskussion um Strommastenstahl
Mitte Dezember 2005 räumte RWE ein, dass es einen Großteil der 44.000 Strommasten seines Hoch- und Höchstspannungsnetzes seit mehr als 65 Jahren nutzt. 10.300 der Hochspannungsmasten wurden vor 1940 errichtet. RWE wies darauf hin, dass es in ganz Europa viele sehr alte Strommasten gebe. Viele von ihnen waren aus dem wegen seines hohen Stickstoffgehaltes bei Kälte spröden und deshalb leicht brechenden Thomasstahl gefertigt.
2003 legte RWE ein Hochspannungsnetz-Sanierungsprogramm in Höhe von 550 Millionen Euro auf.
Das nordrhein-westfälische Landeswirtschaftsministerium schrieb 90 Netzbetreiber im Land mit der Frage an, wie viele Masten aus Thomasstahl sie hätten. 39 von ihnen antworteten; sieben der 39 erklärten, solche Masten zu haben. Bei E.ON Westfalen Weser, einem der größten Stromversorger in NRW, bestanden zwei Drittel seiner 1800 Masten aus Thomasstahl.
NRW-Wirtschaftsministerin Christa Thoben (CDU) bezeichnete die Sanierungsbemühungen der Netzbetreiber als „völlig unzureichend“.
Thomasstahl dominierte in den 1960er Jahren und wurde auch noch in den 1970er Jahren verwendet.
Später untersuchte die Bundesanstalt für Materialforschung und -prüfung im Auftrag der Bundesnetzagentur, wie es zu dem Blackout im Münsterland kommen konnte. RWE sanierte von 2002 bis 2010 rund 60 Prozent seiner 44.000 Strommasten.

## Gebäudeschäden
Durch die ungewöhnlich hohe Schneelast kam es auch vereinzelt zu Gebäudeschäden. Besonders Gewerbehallen mit Flachdächern oder geringer Dachneigung waren betroffen, aber auch der Rheiner Zoo. Teilweise brachen Dachkonstruktionen zusammen, andere wurden mit Hilfe der Feuerwehren und des Technischen Hilfswerks THW von den Schneemassen befreit. Ab dem Samstagnachmittag kam es bei einsetzendem Tauwetter auch vermehrt zu Dachlawinen. Weil Schneefanggitter im Münsterland praktisch nirgendwo vorhanden sind, rutschten oft Schneebretter ungehindert von Dächern und beschädigten Dachrinnen oder tieferliegende Dächer.

## U16-Fußballländerspiel Deutschland – Niederlande
Am Freitag, zu Beginn des Schneesturms, fand in Rheine ein Länderspiel der U16 gegen die Niederlande statt. Etwa 5000 Zuschauer, vorwiegend Schulklassen aus dem Kreis Steinfurt, waren im Stadion. Noch vor der Halbzeitpause setzte das Schneetreiben verstärkt ein und fast alle Zuschauer verließen fluchtartig die Sportstätte. Etwa 30 Schüler mussten wegen Unterkühlung notärztlich versorgt werden. Das Spiel selbst endete nach regulärer Spielzeit mit 2:1.